# Орельяна Пинто, Хосе Мариа
Хосе Мария Орельяна Пинто (исп. José María Orellana Pinto; 11 июля 1872, Эль-Хигаро, департамент Эль-Прогресо, Гватемала — 26 сентября 1926, Антигуа-Гуатемала, Гватемала) — гватемальский военный и государственный деятель, президент Гватемалы (1921—1926).

## Биография
В юности выбрал карьеру военного, дослужившись до звания бригадного генерала (1906). В 1890 году получил военное образование в Политехническом училище, в 1895 году — геодезическое образование в Инженерном училище. В 1902—1904 годах — Центральный национальный институт для мужчин.
Избирался в законодательный орган Гватемалы от Либеральной партии. Являлся начальником штаба президента Мануэля Эстрады Кабреры. В конце апреля 1907 года вместе с президентом пережил покушение, чудом оставшись в живых.
В марте 1913 года отвечал за ликвидацию последствий разрушительного землетрясения в районе Санта-Розы. В начале 1920-х годов занимал пост министра образования.
Занял пост главы государства, возглавив при поддержке United Fruit Company (Объединённой фруктовой компании) военный переворот против тогдашнего президента Карлоса Эрреры, который сопротивлялся утверждению концессия для компании и её дочерним фирмам, утвержденными его предшественником. Это стало следствием того, что консерваторы из Юнионистской партии, свергнувшие ранее президента Эстраду Кабреру, осознали, что правившие многие годы страной либералы их переиграли, выдвинув на пост главы государства своего ставленника, тем более, что Карлос Эррера и сам видел невыгодность для Гватемалы соглашений с United Fruit Company. В 1922 году Орельяна Пинто победил на президентских выборах. В сфере экономики в отличие от своего предшественника шёл на уступки крупному бизнесу. При этом в стране наблюдалась высокая инфляция, с которой власти справиться не могли, несмотря на реформирование банковской системы и установления экспортной пошлины на кофе. Было введено пенсионное законодательство. В 1924 году с помощью силы подавил массовые забастовки работников Объединённой фруктовой компании и железнодорожников.
Он также выступал за создание единой республики, образованной Гватемалой, Гондурасом и Сальвадором, но эта инициатива не получила поддержки.
В социальной сфере был начат масштабный образовательный проект, нацеленный на ликвидацию неграмотности среди населения. Для его продвижения в 1922 году было принято решение о создании Народного университета, который был призван снизить порог элитарности получении образования. Его основными задачами определялись следующие: научить гватемальцев читать и писать, привить им круг общих социальных знаний и популяризация основных принципов и понятий гигиены, гражданского и нравственного обучения. В то же время вследствие студенческих протестов в 1922 году президент закрыл Национальный университет Сальвадора, который возобновил свою деятельность только в 1929 году при президенте Ласаро Чаконе.

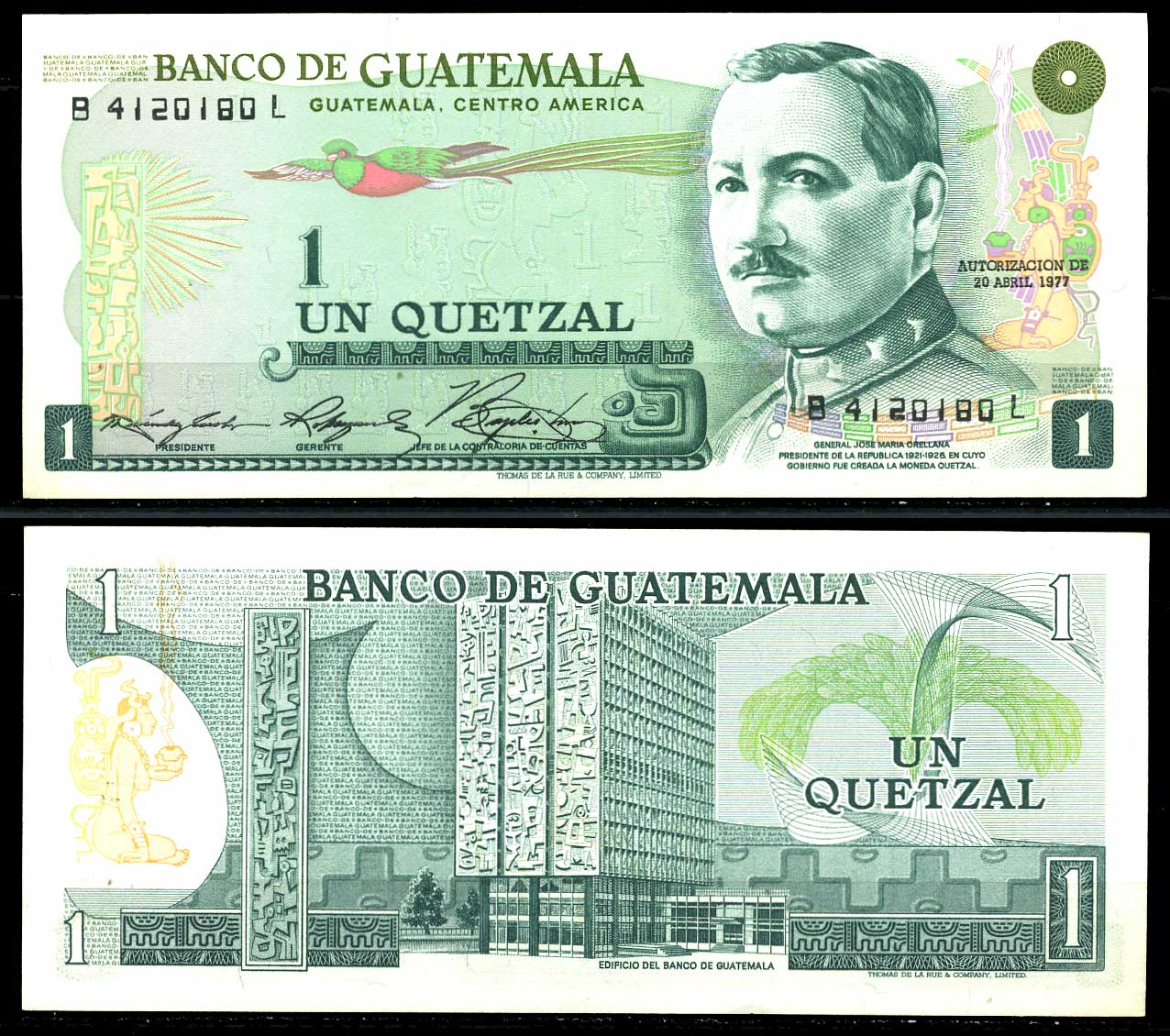
1 кетсаль 1977 года

Во времена его президентства был введен в оборот кетсаль. Портрет политика изображён на лицевой стороне банкноты номиналом в один кетсаль. Он также предоставил автономию Национальному университету за его вклад в свержение Эстрады Кабреры.
В конце мая 1926 года он принял ряд жёстких политических решений: приостановил действия ряда положений Конституции и ввёл цензуру, когда могли функционировать только проправительственные СМИ. Однако через месяц, в конце сентября, находясь на отдыхе, он скоропостижно скончался. Его преемник Ласаро Чакон немедленно отменил чрезвычайные меры, введённые предшественником.